# يينان دياوو
يينان دياوو (بالصينية: 刁亦男) (و. 1969  م) هو كاتب سيناريو، ومخرج أفلام، وكاتب صيني، ولد في شيان.

## التعليم
تعلم في Central Academy of Drama ‏.

## وصلات خارجية
- يينان دياوو على موقع IMDb (الإنجليزية)
- يينان دياوو على موقع مونزينجر (الألمانية)
- يينان دياوو على موقع قاعدة بيانات الأفلام العربية
- يينان دياوو على موقع ألو سيني (الفرنسية)
- يينان دياوو على موقع أول موفي (الإنجليزية)
- يينان دياوو على موقع قاعدة بيانات الأفلام السويدية (السويدية)
- يينان دياوو على موقع قاعدة بيانات الفيلم (الإنجليزية)
- يينان دياوو على موقع كينوبويسك (الروسية)